# Scott Steiner
Scott Carl Rechsteiner (Bay City, Míchigan; 29 de julio de 1962), conocido como Scott Steiner, es un luchador profesional estadounidense.  Actualmente trabaja como embajador para la empresa WWE.
Steiner luchó a lo largo de su carrera en la World Championship Wrestling junto a su hermano, Rick, como Steiner Brothers y fue miembro del New World Order. También luchó desde noviembre de 2001 hasta mayo de 2002 en la World Wrestling All-Stars y desde 2002 hasta 2004 en la WWE. Rechsteiner es una vez Campeón Mundial, al obtener el Campeonato Mundial Peso Pesado de la WCW. Además, dentro de sus numerosos campeonatos, se encuentran 15 campeonatos en parejas con su hermano, Rick Steiner. Steiner es también el único luchador en llevarse 2 veces el premio Golden Nogger. También junto a su hermano Rick forma parte del Salón de la Fama de la WWE siendo ambos inducidos en la clase del año 2022. Scott es además el tío del luchador Bronson Rechsteiner, luchador de segunda generación que trabaja actualmente para WWE bajo el nombre de ring Bron Breakker.

## Carrera

### Inicios
Steiner asistió a la Universidad de Míchigan y a la escuela de lucha libre profesional, ganando una beca en educación. Steiner fue un All-American en la Universidad y quedó segundo en la Big Ten Conference en sus años como estudiante de segundo grado, junior y senior. En 1986, Steiner quedó sexto en los torneos de la National Collegiate Athletic Association, en la categoría de 86 kg (189 lb)
Tras graduarse, Steiner se volvió profesional, entrenando bajo la tutela de The Sheik y debutando en 1986 en la World Wrestling Association, ubicada en Indianápolis, Indiana, bajo el nombre de Scott Rexsteiner. El 14 de agosto de 1986 en Dearborn, Míchigan, Steiner derrotó a Greg Wojciechowski, ganando el Campeonato Mundial Peso Pesado de la WWA. Mantuvo el título hasta el 3 de mayo de 1987, cuando perdió ante Wojciechowski en Toledo, Ohio. Steiner entonces formó un equipo con Jerry Graham, Jr. y ganó el Campeonato en Parejas de la WWA tras derrotar a Chris Carter y Mohammad Saad el 6 de octubre de 1987. Su reinado acabó el 6 de diciembre de 1987, perdiendo ante Carter y Don Kent.
En 1988, Steiner se unió a la Continental Wrestling Association de Memphis, Tennessee y peleó bajo su nombre real, formando un equipo con Billy Joe Travis y ganó el 29 de mayo de 1988 el Campeonato en Parejas de la CWA tras derrotar a The Cuban Choir Boys. Su reinado acabó el 6 de junio de 1988 tras perder ante Gary Young y Don Bass. Steiner y Travis los recuperaron el 27 de julio de 1988, pero los perdieron ante Rock 'n' Roll RPMs el 15 de agosto de 1988. Steiner entonces formó un nuevo equipo con Jed Grundy y se enfrentaron el 18 de febrero de 1989 a los campeones Robert Fuller y Jimmy Golden, ganando el título. Su tercer reinado terminó el 25 de febrero de 1989 y posteriormente Scott abandonó la compañía. Tras esto, formó un equipo con su hermano Rick, siendo conocidos como Steiner Brothers.

### Jim Crockett Promotions - World Championship Wrestling (1988-1992)
Scott Steiner debutó en Starrcade 1988: True Grit, acompañando a su hermano cuando ganó a Mike Rotunda el Campeonato Mundial de la Televisión de la NWA. Después de que Rick lo perdiera ante Rotundo en Chi-Town Rumble, Scott y Rick empezaron a hacer equipo en sus peleas.
Tuvieron un feudo con Rotunda y Kevin Sullivan, perdiendo en Clash VII y ganando en Great American Bash en un Texas Tornado match. Luego lucharon contra The Freebirds en Clash VIII por los Campeonatos Mundiales en Parejas de la WCW, reteniendo los campeonatos The Freebirds después de que cubrieran a Scott. Después, en Havoc, derrotaron a Doom (Butch Reed y Ron Simmons) y cuatro días después ganaron a Freebirds (Michael "P.S." Hayes y Jimmy Garvin), ganando el Campeonato Mundial en Parejas de la NWA. Mantuvieron el título hasta el 19 de mayo de 1990, cuando fueron derrotados por Doom en Capital Combat.
Derrotaron a The Midnight Express (Bobby Eaton y Stan Lane) por el Campeonato de los Estados Unidos en Parejas de la NWA el 24 de agosto de 1990. El 16 de diciembre del 90, ganaron el Pat O'Connor Internation Tag Team Tournament tras vencer a Sgt. Krueger & Col. DeKlerk, Konnan & Rey Mysterio y The Great Muta & Mr Saito. Durante su reinado, la World Championship Wrestling se separó de la National Wrestling Alliance en enero de 1991 y el título fue llamado Campeonato de los Estados Unidos en Parejas de la WCW. Para ganar el Campeonato Mundial en Parejas de la WCW, los Steiners dejaron vacante el título estadounidense el 20 de febrero de 1991. Tras ganar el Campeonato Mundial en Parejas de la IWGP de manos Hiroshi Hase y Kensuke Sasaki, los anunciadores de la WCW se empezaron a referir a ellos como "Triple Crown Champions".
Al mismo tiempo, Scott Steiner empezó su carrera en solitario. En los programas de los fines de semana de la WCW (WCW Power Hour, WCW Saturday Night y WCW Main Event), se hacía una pelea "gauntlet" donde el ganador podía pelear con la mejor estrella del momento y ganar 10 000 dólares (kayfabe) si derrotaba a los tres participantes. Steiner fue el primer anunciado para participar en la pelea con su primer oponente, Ric Flair. Por una interferencia de Four Horsemen, Steiner lo derrotó por pinfall, ganando una pelea contra Flair por el Campeonato Mundial Peso Pesado de la WCW en Clash of the Champions XIV: Dixie Dynamite, donde no logró obtener el título.
Steiner ganó su primer campeonato importante en solitario, el Campeonato Mundial de la Televisión de la WCW el 29 de septiembre de 1992 y se volvió heel, pero los Steiners abandonaron la empresa para irse a la World Wrestling Federation.

### World Wrestling Federation (1992-1994)
The Steiner Brothers dejaron la WCW en noviembre de 1992, dejando Scott vacante el Campeonato Mundial de la Televisión de la WCW. Rápidamente firmaron con la World Wrestling Federation, haciendo su debut televisado en una entrevista el 21 de diciembre de 1992 en WWF Prime Time Wrestling como faces. Además aparecieron en Monday Night RAW el 11 de enero de 1993 derrotando a The Executioners (Duane Gill & Barry Hardy), haciendo su debut oficial y derrotaron en el pay-per-view Royal Rumble 1993 a the Beverly Brothers (Blake y Beau). En WrestleMania IX, derrotaron a The Headshrinkers (Samu y Fatu).
Tras WrestleMania IX, empezaron un feudo con Money Incorporated (Ted DiBiase y Irwin R. Schyster), uniéndose en King of the Ring 1993 a The Smokin' Gunns (Billy y Bart) para derrotar a The Headshrinkers y Money Inc. El 14 de junio de 1993 en RAW, the Steiner Brothers derrotaron a Money, Inc., ganando el Campeonato Mundial en Parejas de la WWF, perdiéndolo ante Money, Inc. el 16 de junio en un house show en Rockford, Illinois, pero los Steiner los ganaron de nuevo tres días después en otro house show.
The Steiner Brothers defendieron con éxito los títulos ante The Heavenly Bodies (Tom Prichard y Jimmy Del Ray) en SummerSlam 1993, pero el 13 de septiembre en RAW lucharon contra The Quebecers (Jacques y Pierre) en una pelea en la cual podían ganar los títulos por descalificación, acabando la pelea cuando el mánager de The Quebecers, Johnny Polo, lanzó un palo de hockey al cuadrilátero, cogiéndolo Scott. Cuando el árbitro vio el arma ilegal, descalificó a los hermanos, dando el título a The Quebecers. Scott ganó después a Pierre en una lucha individual la semana siguiente al exigir la revancha.
En Survivor Series 1993, the Steiner Brothers hicieron equipo con Lex Luger y The Undertaker, siendo llamados "The All-Americans", derrotando a sus oponentes en la pelea tradicional de Survivor Series por equipos de cuatro, "The Foreign Fanatics" (Yokozuna, Crush, Ludvig Borga y Jacques Rougeau), ganando ellos con Luger como único superviviente y siendo Scott eliminado por Yokozuma.
En el Royal Rumble 1994, Scott participó entrando el número 1 y Rick el número tres, luchando juntos, eliminando Scott a Samu hasta que Rick fue eliminado en segundo lugar por Owen Hart y Scott por Diesel el cuarto. Los Steiners se enfadaron con el equipo creativo de la WWF, diciendo que deberían haber luchado más durante la Royal Rumble, dejando la promoción a mediados del 94.

### Extreme Championship Wrestling (1995)
The Steiner Brothers debutaron en la Extreme Championship Wrestling el 28 de julio de 1995 derrotando a Dudley Dudley y Vampire Warrior. Su siguiente aparición en la ECW fue el 4 de agosto de 1995 derrotando a Dudley Dudley y 2 Cold Scorpio. The Steiner Brothers luego aparecieron en Wrestlepalooza 1995 el 5 de agosto, haciendo equipo con Eddie Guerrero, perdiendo ante Scorpio, Dean Malenko y Cactus Jack. El 25 de agosto de 1995 derrotaron a Scorpio & Malenko y a Scorpio & Chris Benoit en el siguiente evento. El 28 de agosto vencieron a Dudley Dudley y Dances With Dudley.
En Gangstas' Paradise, los Steiner Brothers se unieron con Taz para pelear con The Eliminators (John Kronus y Perry Saturn) y Jason, perdiendo los Steiner y Taz. Más tarde, derrotaron a Raven y Stevie Richards, apareciendo Scott por última vez en la ECW el 28 de octubre, haciendo equipo con Taz y perdiendo frente a The Eliminators.

### World Championship Wrestling (1996-2001)

#### 1996-1997
Los Steiner Brothers volvieron a firmar con la WCW en 1996. Tuvieron unos enfrentamientos con The Road Warriors y Sting & Lex Luger. Scott se enfrentó el 17 de enero contra The Giant por el Campeonato Mundial Peso Pesado de la WCW, perdiendo la pelea.
Ambos tuvieron un feudo con Harlem Heat, luchando contra ellos el 1 de julio por los Campeonatos Mundiales en Parejas de la WCW, perdiendo los Steiner, pero el 24 de julio les ganaron, capturando por tercera vez el campeonato, perdiéndolo ante Harlem Heat el 27 de julio, tres días después. En Hog Wild, los Steiner tuvieron su pelea de revancha contra Harlem, reteniendo estos últimos los cinturones. Después, el 15 de agosto, se enfrentaron nuevamente a Harlem Heat, acabando la pelea sin resultado.
Steiner Brothers luego empezaron un feudo con The Outsiders, quienes tenían el Campeonato Mundial en Parejas de la WCW tras vencer a Harlem Heat, derrotándoles en Souled Out, ganando los campeonatos por cuarta vez, pero el campeonato les fue retirado por orden de Eric Bischoff, presidente de la WCW y miembro del nWo. Tras esto, el exmiembro del nWo, Ted DiBiase se unió a los Steiner, siendo su mánager. En Slamboree, The Steiner Brothers derrotaron a Konnan y Hugh Morris y en The Great American Bash fueron derrotados por Harlem Heat.
Después, en Bash at the Beach, The Steiner Brothers derrotaron a The Great Muta y Masa Chono, quienes formaban parte del nWo Japan, empezando un feudo con el nWo que les llevó a pelear contra The Outsiders en Road Wild, siendo the Outsiders los campeones por parejas, ganando Rick y Steiner la lucha no titular y el 13 de octubre derrotaron a Scott Hall y Syxx, ganando los Campeonatos por Parejas.
En World War 3 defendieron los títulos con éxito frente a Steven Regal y Dave Taylor, además de participar en la Battle Royal de 60 personas. Tras la pelea, los Steiner tuvieron una discusión por el cambio de actitud de Scott. En Starrcade Randy Savage, Scott Norton y Vincent derrotaron a The Steiners y Ray Traylor.

#### 1998-1999

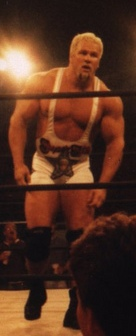
El incremento muscular de Steiner en 1998 fue uno de los hechos más distintivos en su paso a heel y su carrera en solitario.

Scott se empezó a volver heel poco a poco a finales del 97 y principios del 98. Incrementó su masa muscular, se cortó su coleta y empezó a llevar una perilla y un bigote como Fu Manchú. En Souled Out ganó junto a su hermano y Ray Traylor a Konnan, Scott Norton y Buff Bagwell, empezando un feudo con Buff Bagwell acerca de quién era mejor físicamente, mostrando sus músculos en público. Luego perdió el Campeonato en Parejas ante los Outsiders. Scott finalizó su cambio a heel y se unió al nWo en SuperBrawl VIII cuando atacó a su hermano, costándoles el Campeonato en Parejas. La siguiente noche en Monday Nitro, adoptó un nuevo gimmick, tiñiendo su pelo a rubio y aumentando su masa muscular más, siendo llamado "Superstar" Scott Steiner (un homenaje a Billy Graham), incluyendo una S negra como Superman y "White Thunder" (en referencia a su pelo y sus pantalones completamente blancos).
Sin embargo, dejó el apodo de "White Thunder", ya que los fanes se quejaron, alegando que ese apodo tenía connotaciones racistas a favor de la supremacía blanca. Tras esto, fue llamado "Big Poppa Pump", inspirado en el "Big Daddy Cool", el apodo que tenía Kevin Nash cuando trabajaba en la WWF bajo el personaje de Diesel.
Luego le ofreció a su hermano Rick que se uniera al nWo, rechazando la oferta y empezando un feudo con él y con Lex Luger, peleando contra Luger en Uncernsored, ganando Lex al no presentarse Buff Bagwell, quien era el compañero de Steiner, a causa de una lesión. En Spring Stampede peleó junto con Bagwell contra Luger y Rick Steiner, ganando los segundos y en Fall Brawl:War Games peleó contra su hermano, acabando sin resultado.
Más tarde, en Havoc, Rick y Bagwell vencieron a su hermano y The Giant, ganando los títulos por parejas. Luego, en noviembre, Hulk Hogan anunció su retiro de la lucha libre y nombró a Scott Steiner como líder del nWo Hollywood. El 28 de diciembre ganó el Campeonato Mundial de la Televisión de la WCW tras derrotar a Konnan.
Cuando Hogan volvió a la WCW, rehízo el nWo con Kevin Nash, Scott Hall, Lex Luger, Bagwell y Scott Steiner. Luego Steiner tuvo un feudo con Diamond Dallas Page, ganando el Campeonato Mundial Televisivo de la WCW y defendiendo su título en Superbrawl, reteniéndolo. Después tuvo feudos con Goldberg, Booker T y Rey Misterio, Jr., perdiendo su campeonato frente a Booker T en Uncensored. Además participó en un torneo por el vacante Campeonato de los Estados Unidos de la WCW, ganándolo después de vencer a Booker T en la final. A mediados de 1999, sufrió una lesión que le apartó de la lucha libre durante el resto del año.

#### 2000
En un episodio de WCW Monday Nitro en diciembre del 99, Steiner hizo una promo en la cual anunciaba su retiro de la lucha libre. Tras el evento, dijo que estaba en perfecto estado de salud y volvió en el 2000 formando parte del reformado New World Order. Volvió el 3 de enero del 2000, participando junto a Nash en un torneo por el Campeonato por Parejas, ganando en las dos primeras rondas a PG-13 (JC Ice y WolfieD), Ron y Don Harris, pero siendo vencidos por David Flair y Crowbar en la tercera y última ronda. Sin embargo, volvió a lesionarse, teniendo que dejar vacante el Campeonato de los Estados Unidos.

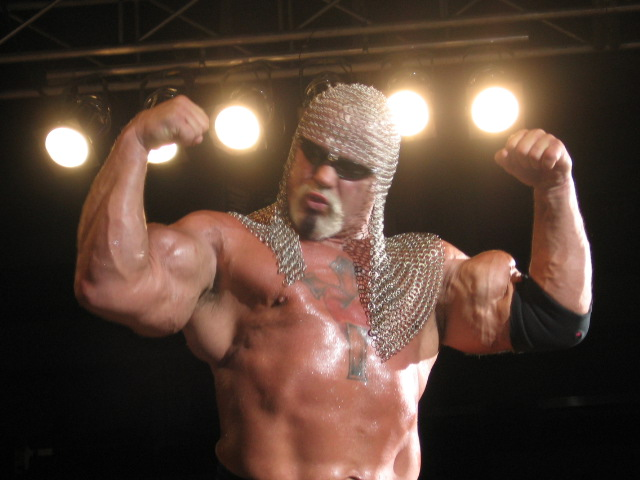
Steiner en un evento de la TNA.

Después de que el nWo se disolviera una vez más, Steiner fue uno de los miembros centrales de la New Blood de Vince Russo y Eric Bischoff. Volvió a capturar el Campeonato de los Estados Unidos tras vencer a Booker T en un torneo por el título en Spring Stampede y el 17 de abril se enfrentó a Jeff Jarrett por el Campeonato Mundial Peso Pesado de la WCW, ganando Jarrett por descalificación. En Slamboree derrotó a General Rection y a Buff Bagwell, reteniendo ambas veces el Campeonato de los Estados Unidos. El 24 de mayo se enfrentó en un Triple Threat Match contra Jeff Jarrett y Kevin Nash por el Campeonato Mundial Peso Pesado, ganándolo Nash. Luego empezó un feudo con Tank Abbott, derrotándolo en The Great American Bash junto a su hermano en un combate en desventaja. Después empezó un feudo con Mike Awesome, contra el cual peleó sin estar el título en juego, pero al vencerle con el "Steiner Recliner", el comisionado de la WCW Ernest Miller le despojó del título por usar esa llave, la cual estaba prohibida. En Bash at the Beach Mike le derrotó por descalificación.
Más adelante se centró en conseguir el Campeonato Mundial Peso Pesado de la WCW de Booker T, teniendo que pelear contra Kevin Nash para ser el contendiente N.º 1 en New Blood Rising, ganando Nash todos los combates entre ellos dos, teniendo que pelear en Havoc contra Booker T por el campeonato, ganando Booker por descalificación, reteniendo el título en consecuencia y lo retuvo en otro combate frente a Steiner y Mike Awesome. Scott participó en el Lethal Lottery Tournament, derrotando en las primeras rondas junto a Sting a Mike Awesome & Bam Bam Bigelow y KroniK (Brian Adams y Bryan Clarke), pero Steiner perdió frente a Sting en la final. Tres semanas después, en Mayhem venció a Booker T, ganando el Campeonato Mundial Peso Pesado de la WCW por primera y única vez. Tras ganar el título tuvo un feudo de dos meses con Sid Vicious.

#### 2001
Mientras era campeón, empezó a hacer promos, contando problemas de la vida real de los demás luchadores, una de ellas siendo dirigidas por la esposa de Diamond Dallas Page, Kimberly Page. Poco después, Kimberly y Steiner tuvieron una confrontación, la cual resultó en Kimberly dejando la empresa y la lucha libre profesional. Steiner después fue a hablar con Dallas Page, pero se pelearon entre bastidores. Sin embargo, el equipo creativo hizo que Steiner siguiera haciendo las promos, dándole un push como heel para darle credibilidad como campeón.
En Sin Scott Steiner venció a Jeff Jarrett, Sid Vicious y Animal, reteniendo el título. Durante el evento, Sid Vicious se rompió la pierna tras saltar desde la tercera cuerda, usando Steiner esto para darse credibilidad al decir que pondría fuera del negocio a Sting, Goldberg, Booker T y Sid. En ese mismo evento se unió a Ric Flair, Jeff Jarrett, Animal, Lex Luger, Buff Bagwel y su hermano Rick, formando un stable conocido como Magnificent 7.
Tuvo otro feudo con Kevin Nash que acabó en Superbrawl, reteniendo el título y, como estipulación especial, si perdía Nash se tenía que retirar, retirándose al vencer Steiner. Luego Magnificent 7 empezó un feudo con Booker T y Diamond Dallas Page, enfrentándose en varios combates, incluyendo un combate por el título mundial en el cual Booker T ganó por descalificación y Steiner retuvo posteriormente su título frente a DDP en Greed. Finalmente, el 26 de marzo de 2001, en el último Nitro, Booker T derrotó a Scott Steiner, quitándole el Campeonato Mundial Peso Pesado de la WCW y acabando con los 120 días de reinado de Steiner.
Después de que la WWF comprara a la WCW, Scott Steiner no se unió a la WWF, optando por esperar a que su contrato con AOL Time Warner expirara y quedara en libertad.

### World Wrestling All-Stars (2001-2002)
Después de que su contrato con la AOL-Time Warner terminara en noviembre de 2001, Rechsteiner se fue a la World Wrestling All-Stars, donde se volvió a unir con Midajah. Apareció en varios house shows en Europa y Australia entre 2001 y 2002. En el tercer PPV de la WWA, The Eruption, Steiner peleó contra Nathan Jones por el Campeonato Mundial de los Pesos Pesados de la WWA, donde ganó a pesar de la presencia del Comisionado de la WWA, Sid, golpeándole con el cinturón y cubriéndole después. Steiner lo retuvo durante varios meses, nunca defendiéndolo, antes de dejarlo vacante en noviembre del 2002 cuando dejó la WWA por irse a la WWE. Más tarde lo intentó recuperar, luchando en una pelea contra Nathan Jones, Jeff Jarrett y Grandmaster Sexay, venciendo Jones.
En una de sus últimas apariciones en la WWA, Steiner hizo equipo con Rick, derrotando a Hiroshi Tanahashi y Kensuke Sasaki el 2 de mayo de 2002 en Japón en el treinta aniversario de la New Japan Pro Wrestling, en una pelea arbitrada por Chyna.

### World Wrestling Entertainment (2002-2004)

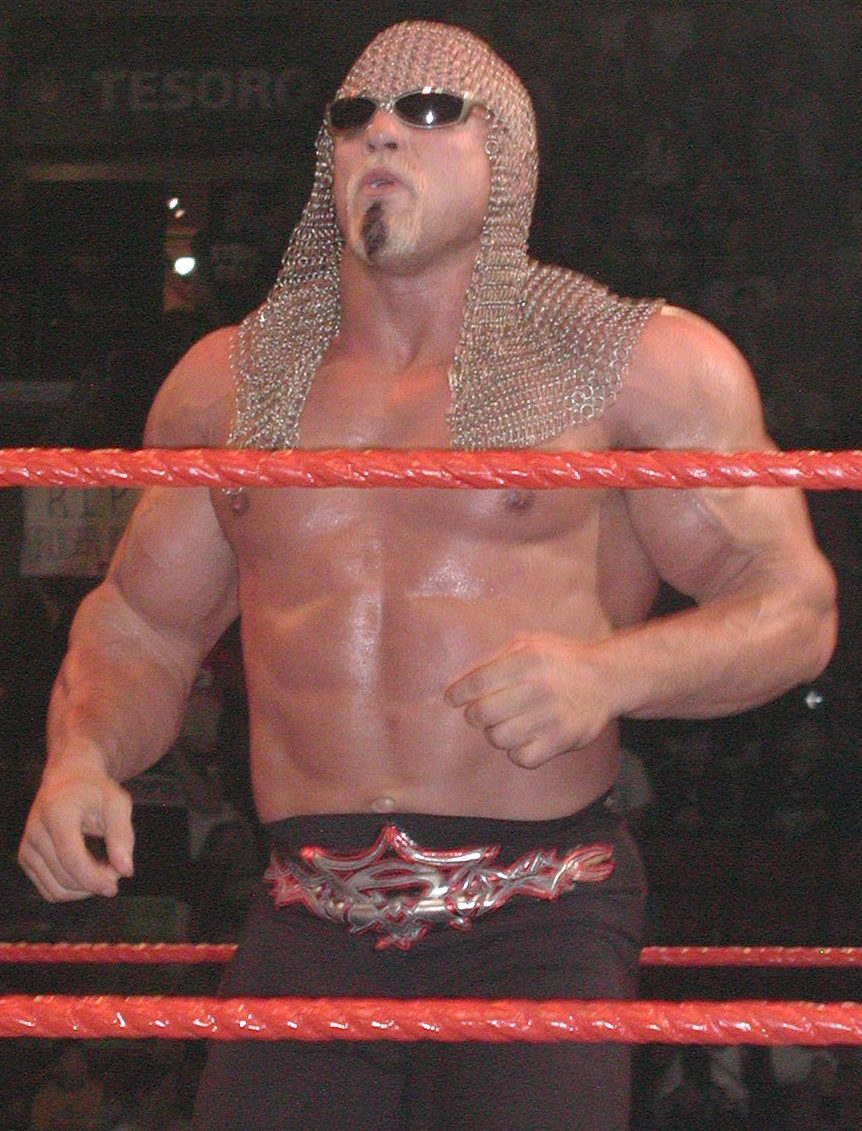
Steiner fue una de las muchas estrellas que fueron a la WWE en 2002 tras el cierre de la WCW.

Steiner firmó un contrato de tres años con la WWE en octubre de 2002 y volvió a ella como face, haciendo su debut en Survivor Series en el Madison Square Garden. En esa noche, atacó a Matt Hardy y Christopher Nowinski después de insultar a la ciudad y a sus ciudadanos. Durante las siguientes semanas, los General Managers Eric Bischoff y Stephanie McMahon pelearon porque Steiner firmara por sus respectivas marcas, RAW y SmackDown!, mientras que Steiner aparecía en ambas marcas, haciendo su primera pelea oficial desde su retorno, derrotando a Paul Buchanan. Cuando Stephanie le dijo que firmara por SmackDown, él dijo que iría a RAW.
Una vez en RAW, Steiner tuvo un feudo con el Campeón Mundial Peso Pesado Triple H, retándole tras arruinar una ceremonia en su honor, peleando en Royal Rumble del 2003, donde venció Steiner por descalificación y No Way Out 2003, donde Triple H ganó la pelea.
Posteriormente, formó un equipo con Test y tuvo como mánager a Stacy Keibler. Estuvieron juntos durante muchos meses y tuvieron feudo con otros equipos como La Resistance, siendo derrotados por éstos en Judgment Day, separándose después de que Test se volviera heel. Steiner empezó un feudo con su excompañero, derrotándole en Bad Blood 2003, ganando los servicios de Stacy, pero perdió en la revancha en Unforgiven 2003, ganando Test los servicios de Stacy y teniendo que ser Scott su criado si perdía, siendo derrotado por un error de Keibler y el equipo se unió otra vez.
Luego lucharon por el Campeonato en Parejas contra Dudley Boys, perdiendo la lucha por un error de Stacy, volviéndose Steiner heel y aplicándole un belly to belly suplex a Keibler. Steiner y Test siguieron formando equipo tras esto. Luego luchó contra Rob Van Dam por el Campeonato Intercontinental de la WWE el 13 de octubre de 2003, perdiendo la pelea. Luego en Survivor Series, el Team Bischoff (Chris Jericho, Christian, Randy Orton, Steiner & Mark Henry) derrotaron al Team Austin (Shawn Michaels, Rob Van Dam, Booker T, Bubba Ray Dudley & D-Von Dudley). Como consecuencia, Steve Austin dejó de ser el co-General Mánager de RAW. En Armageddon, Test & Steiner participaron de una Tag Team Turmoil Match por los Campeonatos Mundiales en Parejas, pero fueron eliminados por The Dudley Boys (D-Von & Bubba Ray Dudley).
Comenzando 2004 Steiner participó en el Royal Rumble, pero no logró ganar siendo eliminado por Booker T. Luego de esto, Steiner sufrió una lesión, teniendo que retirarse durante dos meses. Mientras estaba lesionado, la WWE negoció su salida de la compañía y Steiner el 17 de agosto de 2004.

### Circuitos independientes (2004-2005)
A Steiner le hicieron una operación en el pie en julio de 2004, poniéndole 6 tornillos, un trasplante de tendón y un injerto de hueso, teniendo que llevar un molde de yeso durante 8 meses.
Volvió al ring el 28 de agosto de 2005 en Asheville, Carolina del Norte en la promoción independiente Universal Championship Wrestling, haciendo equipo con su hermano, derrotando a Disco Inferno y Jeff Lewis. Scott Steiner peleó brevemente en LAW donde trabajó con Buff Bagwell y tuvo un corto feudo con Fame and Fortune.

### Total Nonstop Action Wrestling (2006-2010)

#### 2006

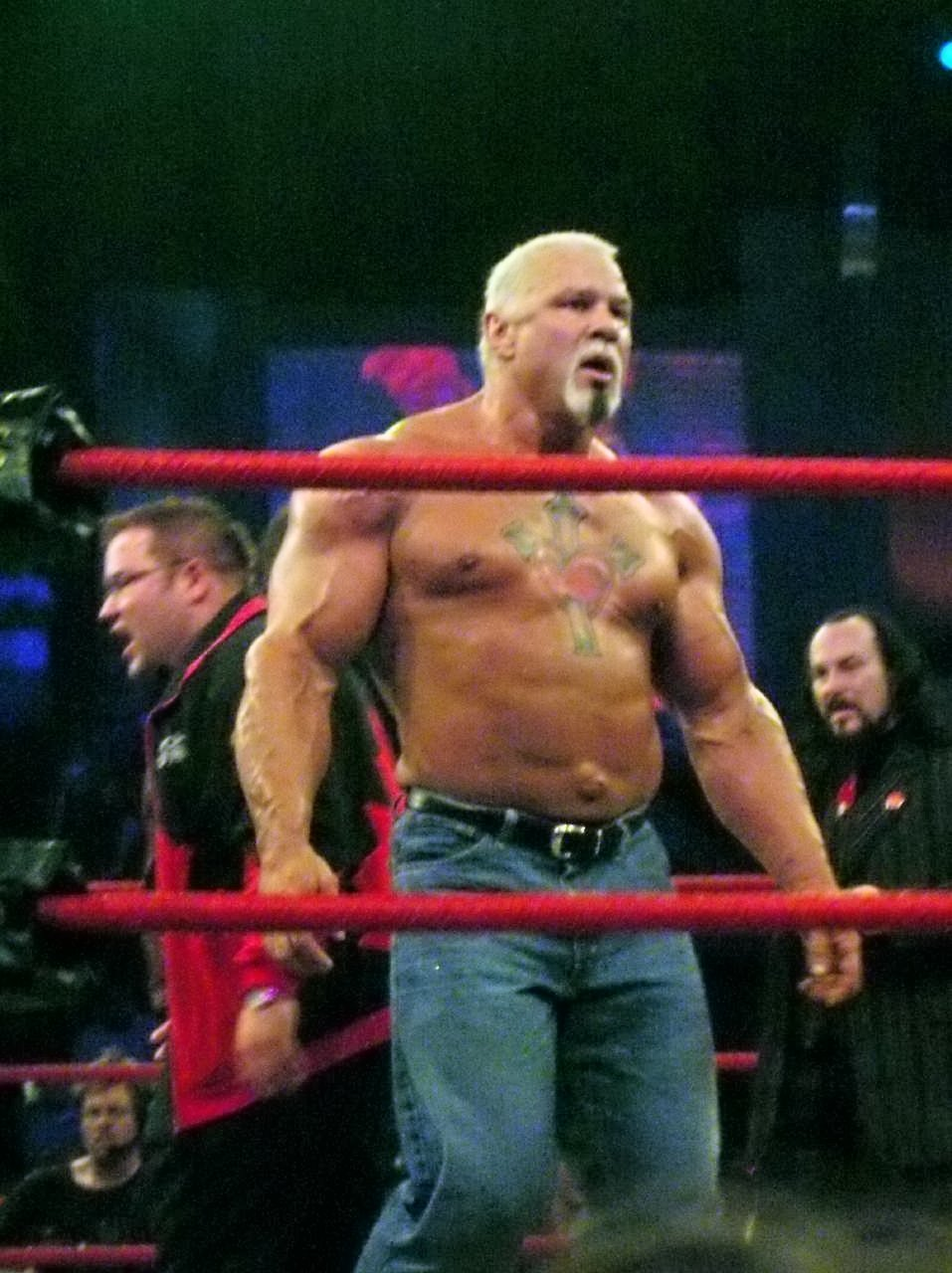
La amistad de Steiner con Jeff Jarrett, la cual se llevó a la pantalla, hizo que pudiera firmar con la TNA.

Llevando un nuevo tatuaje en el pecho, Steiner debutó en Total Nonstop Action Wrestling el 12 de marzo de 2006 en Destination X 2006. En Destination X, Steiner rompió el Scorpion Deathlock de Sting sobre Jarrett y entonces aplicó su propio Steiner Recliner en Sting, permitiendo que Jarrett se recuperara y rompiera una guitarra sobre la cabeza de Sting.
Steiner hizo su debut en TNA iMPACT! el 18 de marzo de 2006. En las siguientes semanas, Steiner (quien no había firmado un contrato) empezó a atacar a miembros del roster de TNA. En Lockdown 2006 el 23 de abril de 2006, Steiner, Jarrett y America's Most Wanted perdieron ante Sting, A.J. Styles, Ron Killings y Rhino en un Lethal Lockdown match.
Siguiendo la derrota, Steiner y Jarrett retaron a Sting y cualquier compañero de su elección para enfrentarlos en TNA Sacrifice 2006 el 14 de mayo de 2006. Sting eligió a Samoa Joe como su compañero, con quien derrotó a Steiner y Jarrett en Sacrifice. Después de fracasar en derrotar a Sting para clasificarse para el tercer King of the Mountain match, Steiner enfrentó y perdió ante, Samoa Joe en un asalto individual en Slammiversary 2006. En Victory Road 2006, Steiner enfrentó a Samoa Joe, Sting, y Christian Cage en un combate de cuatro esquinas por la posición de aspirante número uno para el Campeonato Mundial Peso Pesado de la NWA de Jarrett; el combate fue ganado por Sting, quién hizo la cuenta a Steiner. Steiner entonces enfrentó a Christian Cage en la edición del 10 de agosto de iMPACT! y estuvo en la esquina de Jeff Jarrett en Hard Justice.
Después de Hard Justice, el contrato de Steiner expiró y un trato para la extensión del contrato no pudo ser llevado a cabo. Después de salir por un corto tiempo de la empresa, Steiner volvió a firmar con la TNA.

#### 2007

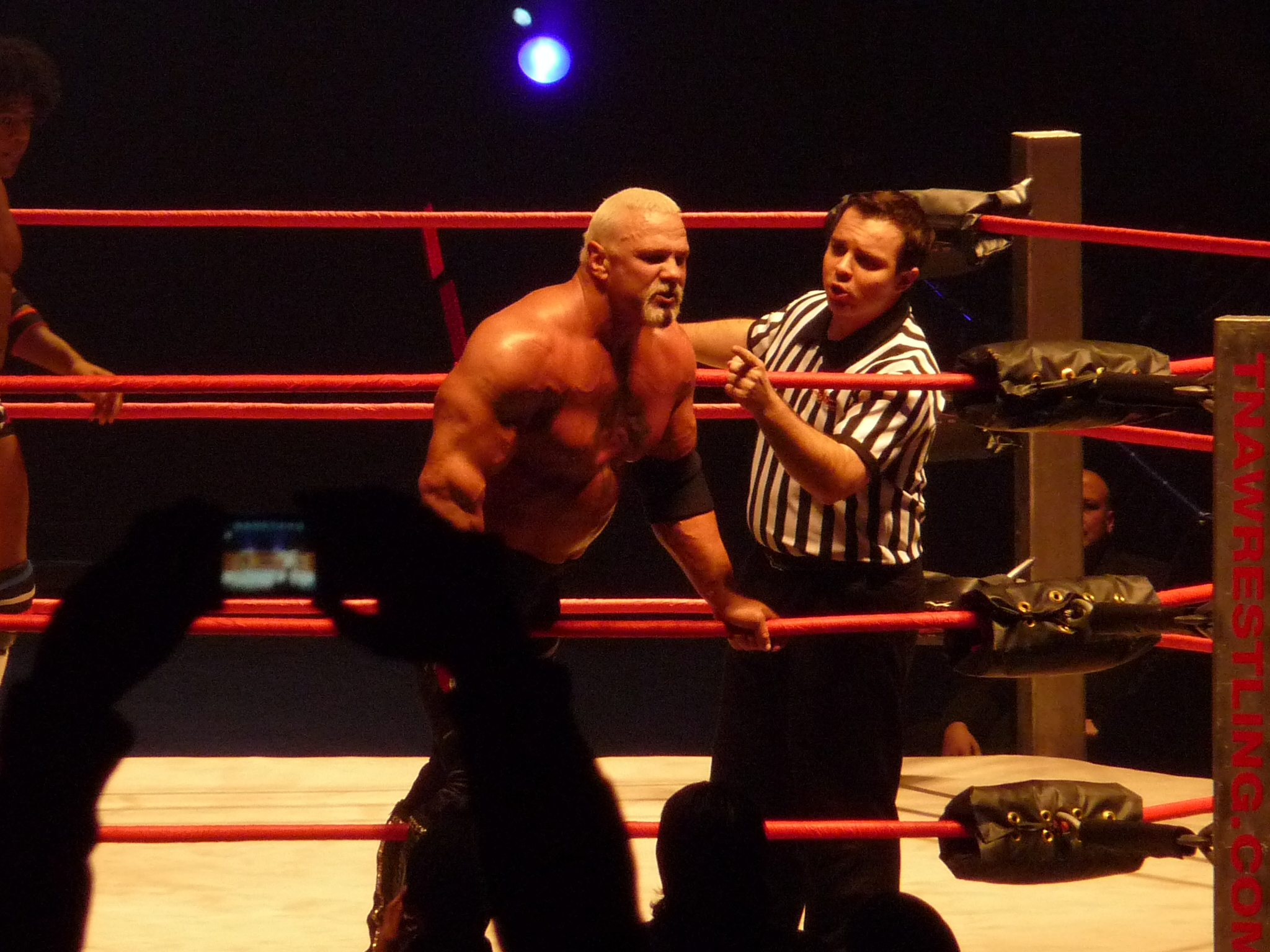
Steiner en un house show de la TNA en 2008.

El 8 de febrero de 2007, Steiner regresó a TNA y se transformó en "ayudante especial" del Campeón Mundial de la NWA Christian Cage en el combate de Cage con Kurt Angle en Against All Odds, por lo que se unió a la Christian's Coalition. Apareció en Against All Odds, donde sufrió una pequeña lesión al recibir un silletazo.
Steiner entonces empezó un feudo con Kurt Angle después de costarle a él el título Mundial de en Against All Odds. Steiner eliminó a Angle en un Gauntlet Match donde el ganador se enfrentaría al entonces campeón Christian Cage en Destination X, pero posteriormente perdió contra Angle en Destination X.
En Lockdown, Scott Steiner fue parte del Team Cage cuándo se enfrentaron a Team Angle en un Lethal Lockdown match. Durante la lucha, el público pidió a Steiner usar su clásico movimiento, el "Frankesteiner".
En Sacrifice, Steiner se reunió con Rick Steiner. Los Steiner Brothers fueron programados para luchar contra Team 3D en un "dream match" en Slammiversary, pero Steiner fue reemplazado con Road Warrior Animal después de sufrir una severa lesión de garganta en Puerto Rico. Steiner regresó a TNA el 15 de julio de 2007 en Victory Road, costando a Brother Ray un combate. En Bound for Glory 2007, Los Steiner Brothers derrotaron a Team 3D en un 2-out-of-3 Tables Match.
Entonces, los Steiners compitieron en Genesis contra los Campeones en Parejas Tomko y A.J. Styles, donde no lograron ganar. Scott en Turning Point 2007 capturó un maletín que contenía un contrato para retar al Campeón Mundial Peso Pesado de la TNA. El 13 de diciembre, Steiner derrotó a Petey Williams, B.G. James, y Christopher Daniels. Siguiendo el combate, Jim Cornette ofreció a Steiner un cheque de $50.000 en efectivo por el maletín, pero fue rechazada, con Steiner eligiendo intercambiar los maletines con Petey Williams.

#### 2008 - 2010

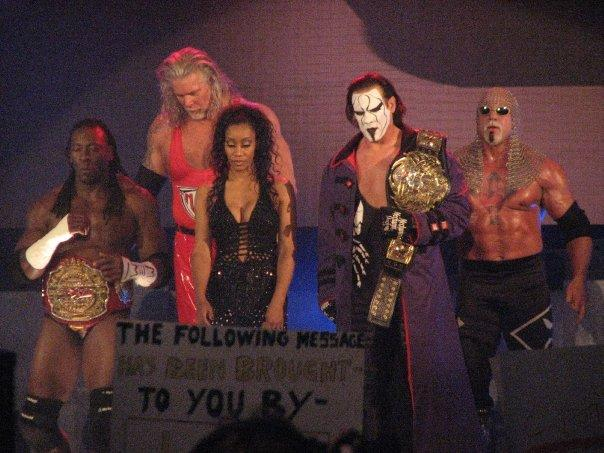
The Main Event Mafia, de izquierda a derecha, Booker T, Kevin Nash, Sharmell, Sting y Scott Steiner.

En Against All Odds, Steiner derrotó a Petey Williams, ganando el maletín que podría canjear por una pelea por el Campeonato Mundial Peso Pesado de la TNA y reteniendo el que podía canjear por una lucha por el Campeonato de la División X de la TNA después de que una mujer misteriosa (más tarde se supo que fue Rhaka Khan) distrajo a Williams. Tras ganar ambos maletines, Petey Williams desafió a Steiner a un combate, el cual perdió, pero obtuvo el respeto de Steiner, quien lo comenzó a llamar como su "protegido". Como resultado de su nueva alianza, Steiner otorgó a Williams la oportunidad por el Campeonato de la División X de la TNA, quien derrotó a Jay Lethal para coronarse campeón. Durante el tiempo posterior, Steiner ayudó a Williams a mantener su campeonato, hasta sufrir una lesión en la rodilla. Aún lesionado, en Sacrifice Steiner hizo efectiva su oportunidad por el Campeonato Mundial Peso Pesado de la TNA, pero fue derrotado por Samoa Joe. Tras el combate, Steiner tomó tiempo libre para operar la rodilla y recuperarse de su lesión.
En la edición del 30 de octubre de iMPACT!, volvió de su lesión, rompiendo su alianza con Petey Williams y uniéndose a The Main Event Mafia tras golpear varios luchadores jóvenes con su tubería. Después de esto tuvo un feudo con The Frontline, apareciendo en Turning Point en la lucha de Kevin Nash contra Samoa Joe y en Final Resolution participó en la pelea de cuatro contra cuarto, enfrentándose a A.J. Styles, Samoa Joe y Team 3D junto a Sting, Nash y Booker T, ganando el equipo de Sting. En Genesis peleó junto a Booker T y Kip James contra Styles, Brother Devon y Mick Foley, ganando el equipo de Foley.
Tras su lucha en Genesis, entró en un pequeño feudo con Petey Williams, con quien intercambió ataques en las ediciones de iMPACT! anteriores a Against All Odds. En dicho evento, Williams y Steiner se enfrentaron en un combate, con victoria para el segundo. Una vez acabado el combate, empezó un feudo con Samoa Joe, quien le empezó a amenazar en varios iMPACT, peleando contra él en Destination X, ganando por descalificación.
En Lockdown, el Team Jarrett (Jeff Jarrett, Samoa Joe, A.J. Styles & Christopher Daniels) derrotó al Team Angle (Kurt Angle, Booker T, Steiner & Kevin Nash) en un Lethal Lockdown match. En Victory Road hizo pareja con Booker T, consiguiendo el Campeonato Mundial en Parejas de la TNA tras derrotar a Beer Money, Inc. (Robert Roode & James Storm). En Hard Justice se enfrentaron a Team 3D (Brother Ray & Brother Devon), empatando ambos equipos al hacerse dos pinfalls simultáneamente, reteniendo Steiner y Booker T el título. En No Surrender, junto a Booker T y a The British Invation (Brutus Magnus & Doug Williams) se enfrentaron a Team 3D y a Beer Money, Inc. en un Lethal Lockdown match, pero no consiguieron ganar. Además, perdieron el campeonato en Bound for Glory en un Full metal Mayhem donde participaban British Invasion, Team 3D y Beer Money, perdiéndolos a favor de British Invasion.
Tras Bound for Glory, Angle, viendo la fuerza de los jóvenes, decidió dejar The Main Event Mafia, a lo que Steiner se opuso, por lo que durante los meses siguientes siguió usando la ropa y el logotipo de The Main Event Mafia. Además, empezó un feudo con Bobby Lashley, a quien derrotó en Turning Point, pero perdió ante él en Final Resolution en un Last Man Standing match. Finalmente, fue despedido de la TNA el 5 de febrero de 2010.

### Circuito independiente (2010-2011, 2012-2017)
Después de ser despedido de la TNA, Steiner empezó a aceptar contratos en solitario o junto a su hermano. Apareció en la World Wrestling Council (WWC) en Puerto Rico en marzo, atacando al Campeón Universal Peso Pesado de la WWC Ray González. El 3 de abril se enfrentó a González en Camino a la Gloria por el título, pero fue derrotado. Sin embargo, en Traición vs. Honor, el 24 de abril, derrotó a González por el título. Tras una polémica defensa, el título fue dejado vacante, por lo que ambos se encontraron el 11 de julio en Aniversario, donde González derrotó a Steiner por el campeonato. Tras esto, participó en el tour de la American Wrestling Rampage, donde hizo pareja de nuevo con Booker T, enfrentándose ocasionalmente a Charlie Haas & Shelton Benjamin.
Tras ser despedido de la TNA en 2012, regresó a luchar en el circuito independiente. Su primera aparición fue el 28 de enero en el evento de la Pro Wrestling Syndicate WrestleReunion IV, luchando junto a su hermano Rick ante The New Age Outlaws (Billy Gunn & Road Dogg) en un combate donde Mick Foley era el árbitro especial, siendo derrotados. El 12 de agosto de 2012, luchó junto a Vader en el evento de la Juggalo Wrestling Championship Bloodumania 6, derrotando a Roderick Street & Saun Summers.

### Total Nonstop Action Wrestling (2011-2012)

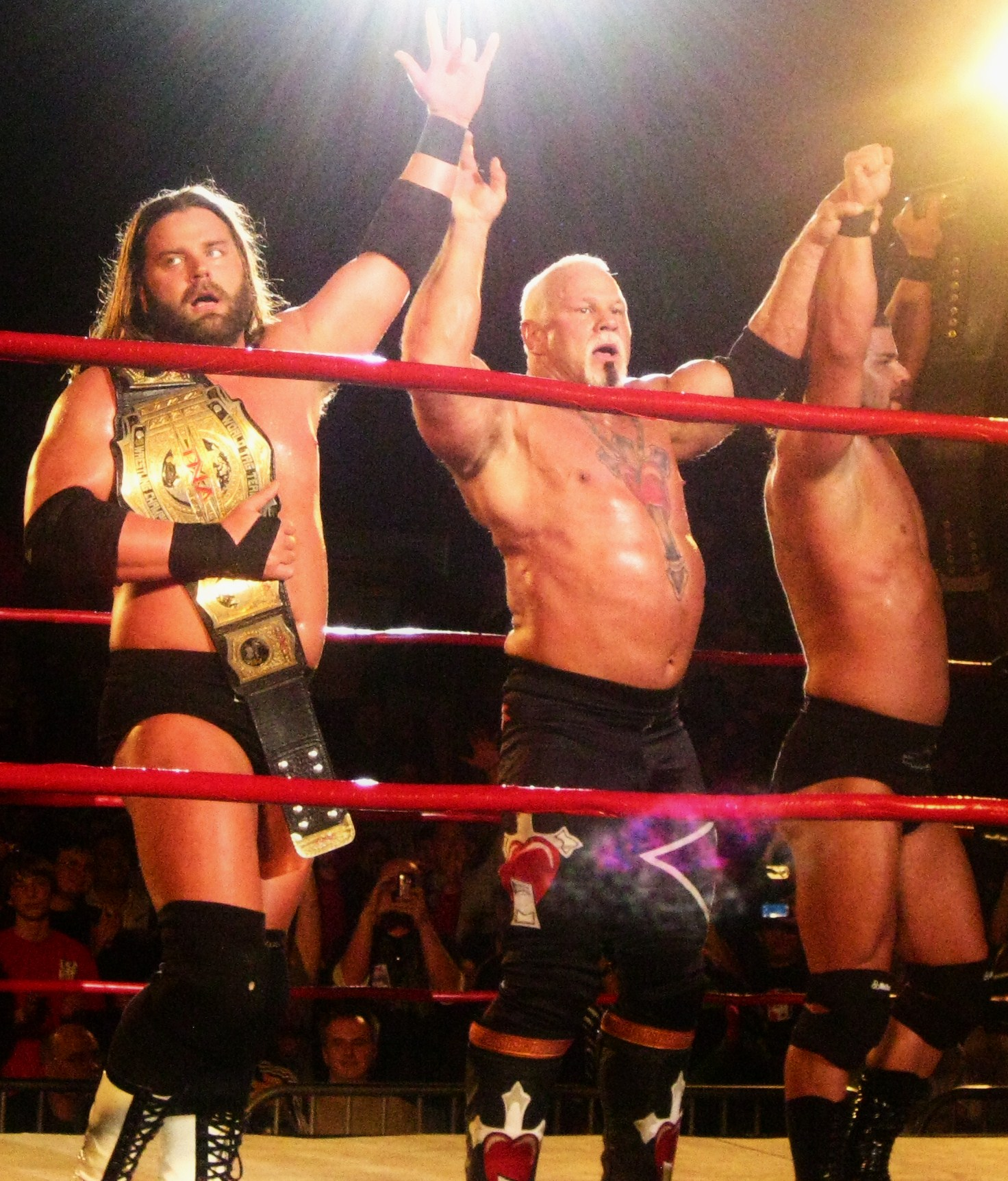
A su regreso a la TNA en 2011, Steiner se estableció como Face y ayudó a Fortune. En la foto, Steiner con los integrantes de Fortune Beer Money, Inc.

Steiner hizo su regreso a la TNA en la edición de iMPACT! del 27 de enero de 2011, donde hizo su reaparición defendiendo a Kurt Angle, Matt Morgan y Crimson, quienes estaban siendo atacados por Jeff Jarrett y el resto de Immortal (Beer Money Inc., Kazarian, Gunner & Murphy y Rob Terry). Tras esto, formó una breve pareja con Crimson, luchando en Lockdown, donde Ink Inc. (Shannon Moore & Jesse Neal) derrotaron a Steiner & Crimson, Eric Young & Orlando Jordan y The British Invasion (Magnus & Douglas Williams) en un Steel Cage match ganando una oportunidad por el Campeonato Mundial en Parejas de la TNA. En la siguiente edición de Impact!, cambió a heel cuando él y Matt Morgan exigieron una oportunidad por el Campeonato Mundial Peso Pesado de la TNA, atacándole y aplicándole un "Steiner Recliner". Sin embargo, fue derrotado en Slammiversary IX. Posteriormente se unió a Inmortal. Después junto a Inmortal comenzaron un feudo con Fortune enfrentándose ambos equipos en Hardcore Justice donde Fortune (Kazarian, Chris Daniels & A.J. Styles) derrotó a Immortal (Abyss, Gunner & Scott Steiner). En Turning Point, Abyss & Mr. Anderson derrotaron a Immortal (Scott Steiner & Bully Ray).
Tras esto, empezó a trabajar en el proyecto de TNA en India, Ring Ka King, estableciéndose como heel junto a Sonjay Dutt y Sir Brutus Magnus, grupo al que luego se unirían Abyss y Jeff Jarrett como jefe. El 22 de febrero (emitido el 11 de marzo) de 2012, él y Abyss derrotaron a Chavo Guerrero, Jr. & Bulldog Hart, ganando el Campeonato en Parejas de Ring Ka King. A finales de marzo de 2012, Steiner fue despedido de TNA. Además, el 12 de abril de 2012, él y Abyss perdieron los Campeonatos en Parejas de Ring Ka King ante The Bollywood Boys.

### IMPACT Wrestling (2018-presente)
Scott firmó un nuevo contrato con Anthem Sports & Entertainment en abril de 2018, apareciendo en IMPACT Wrestling después de que Eli Drake lo revelase como su compañero de equipo. Tras un intercambio de promos, el día 22 del mismo mes Drake y Steiner se enfrentaron a LAX (Santana y Ortiz acompañados por Konnan) en el PPV Redemption por el IMPACT Tag Team Championship en posesión de estos últimos, ganando el combate y coronándose campeones.
¡El 6 de marzo de 2020, durante el Impact! Al grabar en Atlanta, se informó que Steiner se había derrumbado detrás del escenario y había dejado de respirar, lo que requería que su corazón se sorprendiera con un difibrilador.

### National Wrestling Alliance (2019-2020)
Steiner hizo una aparición sorpresa en las grabaciones del 17 de diciembre de NWA Power. Fue visto por primera vez en el episodio del 7 de enero, donde se reveló que era el tercer miembro del equipo de Nick Aldis. Hizo su debut en el ring en el episodio de las semanas siguientes, quedando corto contra el equipo Morton.

## Otros medios
Rechsteiner apareció en el programa de televisión Charmed el 1 de febrero de 2001, con el papel de "Mega Man" en el episodio "Wrestling With Demons". También participó en el programa de Disney Channel program The Jersey como Scott Steiner.
El 12 de diciembre de 2009, lanzó un DVD de entrenamiento, titulado Scott Steiner's FREAK SHOW: The Big Poppa Pump Workout.

## Vida personal
Rechsteiner tiene un hermano mayor, Robert Rechsteiner, quien también es un luchador profesional, Rick Steiner. Juntos, han sido uno de los equipos más reconocidos de la historia.
El 3 de junio de 2007, en un evento en vivo de TNA en San Juan, Puerto Rico, fue golpeado por su rival Apolo en la garganta. Esto causó que empezara a toser sangre, por lo que tuvo que ser llevado en ambulancia a un hospital, donde le dijeron que se había roto la tráquea y que le quedaban cinco horas de vida. Ante esta situación, le indujeron a un coma para que los médicos pudieran reparar el desgarro a través de sus costillas y pulmones y drenar la sangre de sus pulmones, proceso que duró dos semanas. Tras la operación, fue incapaz de volar debido a que, un cambio de presión habría hecho que su pulmón estallase, así que regresó a Estados Unidos en un crucero, llegando una semana después de su salida.

### Controversias
A finales de los años 90, Rechsteiner fue acusado de usar esteroides para aumentar su masa muscular, lo cual él negó. Dijo que, cuando regresó en 2002 a la WWE, le pidieron que se sometiera a un test de drogas, lo cual aceptó siempre que el luchador Triple H también se lo hiciera. Sin embargo, la empresa no se lo hizo a ninguno de los dos.
El 21 de abril de 1998, en el Condado de Cherokee, Georgia, Rechsteiner amenazó al empleado del Departamento de Transportes de Georgia Paul Kaspereen después de que Kaspereen le informara de que la salida de la Interestatal 575 estaba cerrada. Entonces, Rechsteiner golpeó en dos ocasiones a Kaspereen con su camioneta Ford F-250. Kaspereen no fue herido de gravedad. Rechsteiner fue arrestado al poco tiempo y, el 17 de marzo de 1999, se le encontró culpable de asalto con agravantes y actos terroristas (delitos con una pena máxima de 30 años de cárcel). Sin embargo, debido a las leyes de Georgia sobre el primer delito de una persona en el estado (las cuales estipulan que si es el primer delito, no se le encontrará culpable si no viola su libertad condicional), el Juez C. Michael Roach le sentenció a diez días en la cárcel de Cherokee County. También se le impuso una libertad condicional de siete años y una multa de 25.000 dólares para pagar las multas, restituciones y gastos legales, así como 200 horas de servicio comunitario.
Al final de su estancia en la World Championship Wrestling, tuvo un enfrentamiento con el luchador Diamond Dallas Page después de haber insultado a la mujer de Page, Kimberly, durante una entrevista. Kimberly había molestado a Scott después de decir que una serie de drogas que habían sido encontradas en los vestuarios pertenecían a la mánager Tammy Lynn Sytch, una acusación que (a pesar de la vehemente negación de Sytch) causó su despido de la WCW. El enfado entre ambos luchadores creció hasta que se pegaron tras los vestuarios, teniendo que ir varios luchadores a separarlos.
El 7 de febrero de 2000, en Nitro, Rechsteiner enfadó a los oficiales de la WCW cuando hizo comentarios despectivos hacia la World Championship Wrestling y Ric Flair durante una promo improvisada. Dijo que cuando Flair apareció en la programación de la WCW, "la gente en casa tomaron sus mandos a distancia y cambiaron de canal a la WWF y vieron a Stone Cold-una persona que tú y tus amigos despidieron de aquí porque eres un viejo bastardo envidioso." ("the people at home, all they did was grab their remote, and change the channel to the WWF, and watch Stone Cold – a person you and your own friends got fired from here, 'cause you're a jealous old bastard!") También llamó a Flair un "besaculos, bastardo lameculos" ("ass-kisser, butt-sucker bastard") y acabó diciendo que la WCW daba asco. Debido a este incidente, fue suspendido dos semanas sin paga.
En enero de 2001, fue arrestado por atacar a Randall Mankins, un asistente médico de emergencias del departamento de bomberos de Kernersville, Carolina del Norte. Como parte de una storyline en un episodio de WCW Monday Nitro, Mankins entró al ring a atender a Michael Modest y Christopher Daniels, quienes estaban vendiendo una lesión en la pierna provocada por Steiner. Cuando llegó, Steiner le atacó en dos ocasiones. Al día siguiente, fue arrestado bajo los cargos de agresión. Los cargos fueron desestimados cuando se determinó que Rechsteiner había atacado a Mankins creyendo que era un actor, no un sanitario de verdad.
En 2001, también tuvo una pelea tras vastidores con el productor de la WCW Terry Taylor.
En diciembre de 2005, Rechsteiner, Lawrence Pfohl y Marcus Bagwell fueron sacados de un vuelo desde Minneapolis, Minnesota, a Winnipeg, Manitoba, después de un problema a bordo. Fueron detenidos por varias horas hasta que Scott y Bagwell fueron liberados (Pfohl fue detenido sin fianza y fue encarcelado). Rechsteiner usó este incidente para darle a su gimmick un matiz de peligroso criminal con poco respeto por las fuerzas de la ley y el orden.
Tras su despido de la TNA en 2012, Rechsteiner empezó a expresar su disgusto con la dirección de la TNA (en especial, con Hulk Hogan y Eric Bischoff) en Twitter. Como resultado, fue contactado por los abogados de la empresa para que dejara de insultar, ya que en su contrato había una cláusula que le impedía hablar tras su despido de la TNA sin el permiso de esta. Sin embargo, siguió atacando a la empresa, por lo que en junio de 2012 la TNA emprendió acciones legales contra él.

## Legado
Scott fue el creador de dos movimientos de lucha libre ampliamente usados. Uno de ellos es el frankensteiner, una huracánrana donde el oponente no golpea el ring con la espalda, sino con la cabeza. El frankesteiner fue premiado por el wrestling observer en 1989 y 1990, bajo la categoría de mejor técnica del año, y ha sido referenciado en varios videojuegos no relacionados con la lucha libre, incluyendo The King of Fighters y Tekken. También fue el creador del Steiner screwdriver, también llamado vertical suplex piledriver.
El 1 de mayo de 2008, durante los preparativos para su lucha contra Samoa Joe y Kurt Angle en el Sacrifice de ese año, Steiner hizo una promo hablando sobre sus posibilidades de ganar El segmento se destaca debido al humorístico abuso que hace Steiner de los números, los porcentajes y las matemáticas.La promo se convirtió en un meme de internet, siendo referenciada tanto por luchadores como por personalidades no relacionadas con la lucha libre.

## Campeonatos y logros
- Continental Wrestling Association
  - CWA Tag Team Championship (3 veces) – con Billy Travis (2) y Jed Grundy (1)

- Championship Wrestling International
  - CWI Heavyweight Championship (1 vez, actual)

- Mid-Atlantic Championship Wrestling
  - NWA Mid-Atlantic Tag Team Championship (1 vez, actual) – con Rick Steiner[114]

- National Wrestling Alliance
  - NWA United States Tag Team Championship (1 vez) – con Rick Steiner[115]
  - NWA World Tag Team Championship (Mid-Atlantic version) (1 vez) - con Rick Steiner[116]

- New Japan Pro Wrestling
  - IWGP Tag Team Championship (2 veces) – con Rick Steiner[117]

- Pro Wrestling America
  - PWA Tag Team Championship (1 vez) – con Rick Steiner

- Ring Ka King
  - Ring Ka King Tag Team Championship (1 vez) – con Abyss

- Stars and Stripes Championship Wrestling
  - SSCW Heavyweight Championship (1 vez)

- Total Nonstop Action Wrestling / Impact Wrestling
  - TNA/Impact World Tag Team Championship (2 veces) - con Booker T (1), Eli Drake (1)

- United Wrestling Federation
  - UWF Rock 'n' Roll Express Championship (1 vez, actual) – con Rick Steiner

- World Championship Wrestling
  - WCW World Heavyweight Championship (1 vez)[118]
  - WCW United States Heavyweight Championship (2 veces)[119]
  - WCW World Television Championship (2 veces)[120]
  - WCW World Tag Team Championship (6 veces) – con Rick Steiner[121]
  - Triple Crown Championship (Octavo)

- World Wrestling All-Stars
  - WWA World Heavyweight Championship (1 vez)

- World Wrestling Association
  - WWA World Heavyweight Championship (1 vez)[122]
  - WWA World Tag Team Championship (1 vez) – con Jerry Graham, Jr[123]

- World Wrestling Council
  - WWC Universal Heavyweight Championship (1 vez)

- World Wrestling Federation/WWE
  - WWF Tag Team Championship (2 veces) – con Rick Steiner[124]
  - WWE Hall of Fame (2022) - como miembro de The Steiner Brothers

- Worldwide Wrestling Alliance
  - WWWA World Heavyweight Championship (1 vez)

- Pro Wrestling Illustrated
  - Equipo del año (1990) con Rick Steiner (The Steiner Brothers)[125]
  - Equipo del año (1993) con Rick Steiner (The Steiner Brothers)[126]
  - PWI Luchador que más ha mejorado - 1989[127]
  - PWI Lucha del año - 1991, con Rick Steiner vs. Lex Luger y Sting (SuperBrawl I, 19 de mayo de 1991)[128]
  - Situado en el Nº 6 en los PWI 500 de 1991[129]
  - Situado en el Nº 8 en los PWI 500 de 1992[130]
  - Situado en el Nº 10 en los PWI 500 de 1993[131]
  - Situado en el Nº 20 en los PWI 500 de 1994[132]
  - Situado en el Nº 15 en los PWI 500 de 1995[133]
  - Situado en el Nº 15 en los PWI 500 de 1996[134]
  - Situado en el Nº 30 en los PWI 500 de 1997[135]
  - Situado en el Nº 92 en los PWI 500 de 1998[136]
  - Situado en el Nº 17 en los PWI 500 de 1999[137]
  - Situado en el Nº 12 en los PWI 500 de 2000[138]
  - Situado en el Nº 7 en los PWI 500 de 2001[139]
  - Situado en el Nº 40 en los PWI 500 de 2003[140]
  - Situado en el Nº 151 en los PWI 500 de 2006[141]
  - Situado en el Nº 59 en los PWI 500 de 2007[142]
  - Situado en el Nº 64 en los PWI 500 de 2008[143]
  - Situado en el Nº71 en los PWI 500 de 2009[144]
  - Situado en el Nº163 en los PWI 500 de 2010[145]
  - Situado en el Nº110 en los PWI 500 de 2011[146]
  - Situado en el Nº219 en los PWI 500 de 2012[147]
  - Situado en el Nº 77 dentro de los 500 mejores luchadores de la historia - PWI Years, 2003[148]
  - Situado en el Nº 2 dentro de los 100 mejores equipos de la historia - con Rick Steiner; PWI Years, 2003[149]

- Wrestling Observer Newsletter
  - WON Equipo del año – 1990, con Rick Steiner
  - WON Lucha del año – 1991, con Rick Steiner vs. Hiroshi Hase y Kensuke Sasaki (WCW/New Japan Supershow, 21 de marzo de 1991)
  - WON Peor lucha del año - 2003, vs. Triple H (No Way Out, 23 de febrero de 2003)
  - WON Mejor Maniobra – 1989, Frankesteiner
  - WON Mejor Maniobra – 1990, Frankesteiner